# 美国民主党的政治立场
美国民主党的政治纲领基本以美式自由主义为基础，这与共和党的保守主义形成鲜明对比。该党党内有较大的中间派和进步派，以及相对较小的财政保守派和社会主义派。
民主党的政纲寻求推动社会福利、工会、消费者保护、工作场所安全监管、机会平等、残障人士权利、种族平等、防止环境污染立法及刑事司法改革等。 民主党倾向于支持堕胎权、LGBT平权及为非法移民提供获取公民身份的渠道；同时民主党人通常同意关于气候变化的科学观点并在外交事务采取多边主义。

## 经济议题
平等的就业机会、强健的社会安全网及强大的工会历来都是民主党经济政策的核心。 该党支持混合经济并普遍赞同累进税制、提高最低工资、社会安全保险、全民医保、公立教育和公营住宅。它还支持基础设施发展和清洁能源投资以促进经济发展和就业增长。 而自1990年代开始，民主党也会偶尔支持中间派的削减政府规模和减少市场监管的经济改革。

### 财政政策
民主党更加支持累进税率，通过确保美国最富裕的人群支付最高的税率来提供更多的服务和减少经济不平等。 他们还支持增加政府支出以提高社会服务开销，同时减少军事支出。 他们反对削减社会服务支出，例如社会安全保险、医疗保险、医疗补助等，他们认为这会损害效率和社会正义。

### 教育
与共和党不同，民主党并不支持择校自由 (school choice)，而是主张所有学生就读公立学校。因此，他们反对私立学校代金券 (school voucher)和特许学校 (charter school)的存在。民主党的理想愿景和政策纲领比较接近加拿大的模式，所有学生和家庭都应接受公立教育，无法自由选择其他形式的学校。这种政策实际上确保了公立学校在教育体系中的绝对主导地位，也意味着学校对学生思想的塑造将由政府主导。
相比之下，私立学校代金券赋予家长择校自由，使他们能够选择公立学校以外的教育机构，例如私立学校或宗教学校。然而，民主党反对这一制度，导致希望让子女接受私立教育的家庭必须完全自费承担学费。尽管这些家长与其他纳税人一样缴纳税款，却无法享受任何与教育相关的财政支持，这无疑加重了他们的经济负担，也在事实上限制了教育选择的多样性和公平性。

## 社会议题
现代民主党倡导社会平等与机会均等，并致力于保障公民权利。民主党人支持投票权及少数群体的权益，包括 LGBT 群体的权利。1964 年，在南方民主党人的阻挠议事（冗长辩论）失败后，共和党最终推动通过了《民权法案》，该法案首次在法律层面上明确禁止种族隔离。爱德华·卡迈恩斯（Edward Carmines）和詹姆斯·斯廷森（James Stimson）曾指出：“民主党吸纳了种族自由主义，并承担起联邦政府消除种族歧视的责任。”
在意识形态上，民主党支持下列议题：
- 社会自由主义
- 公民自由意志主义
- 女权主义
- 堕胎
- 同性婚姻
- 跨性别者权益
- 全面性教育
- 娱乐性毒品的使用
- 枪支管制
- 平权行动
- 批判性种族理论（CRT）
- 非法移民

### LGBT 权利
“2020年民主党纲领”认为任何人都不应因性别认同或性取向而遭受歧视。该党支持《平等法案》（Equality Act）、LGBT 青少年的反欺凌保护措施、《2010年“不问不说”废除法案》（Don't Ask, Don't Tell Repeal Act of 2010），以及《马修·谢帕德与小詹姆斯·伯德仇恨犯罪预防法案》（Matthew Shepard and James Byrd Jr. Hate Crimes Prevention Act）。

### 堕胎和生育权
“2020年民主党纲领”支持女性堕胎权，同时尊重女性自主决定生育的权利。

### 移民
“2012年民主党纲领”倡导推进全面的移民改革，以促进美国的经济发展，并体现美国作为法治国家与移民国家的核心价值观。民主党普遍支持为移民提供更便捷的入籍途径，建立符合经济需求的签证分配体系，维护家庭团聚，同时确保法律的有效执行。此外，民主党整体上对庇护城市（sanctuary cities）持更为友好和支持的立场。

## 司法议题

### 死刑
民主党目前反对死刑，但历史上曾持支持立场。在“2012年民主党纲领”中，尽管认可死刑的合法性，但强调其执行必须符合严格标准，不得存在任意性，所有适用案件应进行DNA检测，被告应获得有效的法律辩护，并确保司法程序公正、公平。
“2024年民主党纲领”自2004年以来首次未提及死刑，同时自2016年以来首次未明确呼吁废除死刑。

### 酷刑
许多民主党人反对对被美国军方逮捕并关押的个人施加酷刑，并认为将这些囚犯归类为“非法战斗人员”并不能免除美国在《日内瓦公约》下的国际义务。民主党主张，酷刑是不人道的行为，会削弱美国在国际社会的道德威信，同时其有效性也存疑。
在奥巴马当选总统后，酷刑问题在民主党内部引发了深刻分歧。党内许多中间派及领导层支持使用酷刑，而党内更左翼的派别则反对，强调其道德和法律上的不可接受性。

### 逆性情欲法
民主党反对“逆性情欲法”（sodomy laws），认为政府不应干涉成年人之间基于个人隐私的自愿、非商业性的性行为。